# Silnice II/271
Silnice II/271 je silnice II. třídy, která vede z Litvínova ke hraničnímu přechodu Mníšek / Deutscheinsiedel. Je dlouhá 14 km. Prochází jedním krajem a jedním okresem.
Do roku 1997 byla jako silnice II/271 označena silnice Bílý Kostel nad Nisou – Hrádek nad Nisou – Porajów (PL).

## Vedení silnice

### Ústecký kraj, okres Most
- Litvínov (křiž. I/27, III/0133)
- Sedlo
- Rašov
- Klíny (křiž. III/2545)
- Mníšek (křiž. III/2543, III/2546)